# Hildemaro Lista
Hildemaro Lista (ur. 26 stycznia 1905 w Durazno, zm. 13 listopada 1976 w Montevideo) – urugwajski szermierz.
Uczestniczył w Letnich Igrzyskach Olimpijskich w 1936 roku w konkurencji drużynowej szablistów, odpadając w eliminacjach. 